# SN 2025mb
SN 2025mb는 조각가자리 방향으로 약 19 메가파섹 만큼 떨어진 NGC 150에서 발견된 두 번째 초신성으로, +18.011까지 올랐다.